# Rossa (Sängerin)
Sri Rossa Roslaina Handiyani (* 9. Oktober 1978 in Sumedang, Indonesien), auch unter ihrem Künstlernamen Rossa bekannt,  ist eine indonesische Pop-Sängerin und Unternehmerin.

## Leben
Sie begann ihre Karriere als Sängerin im Alter von neun Jahren und veröffentlichte damals das Album Gadis Ingusan (dt. unerfahrenes Mädchen). Wenig später erschien ihr zweites Studioalbum Untuk Sahabatku (dt. für meinen Freund), das 1990 bei Dian Records/Pro-Sound eingespielt wurde. Diese beiden Alben hatten keinen Erfolg und Rossa war mit ihren Aufnahmen unzufrieden. Das dritte Album, das unter der Regie von Younky Soewarno eingespielt wurde, erschien 1996 unter dem Titel Nada-Nada Cinta und erklomm die indonesische Charts. Das Lied Nada-Nada Cinta blieb für 18 Wochen auf Platz 2 bei MTV Indonesia. Heute gilt Rossa als eine der bestbezahlten Entertainerinnen Indonesiens.

## Diskografie

### Alben
- Gadis Ingusan (1989)
- Untuk Sahabatku (1990)
- Nada-Nada Cinta (1996)
- Tegar (1999)
- Hati Yang Terpilih (2000)
- Kini (2002)
- Kini (Repackaged Edition) (2003)
- Kembali (2004)
- Yang Terpilih (2006)
- Rossa (2009)
- Harmoni Jalinan Nada & Cerita (2010)
- The Best of Rossa (2011)
- Platinum Collection (2013)
- Love, Life & Music (2014)
- Rossa The History (2014)
- A New Chapter (2017)

### Singles
- Setinggi Mimpi Mereka – UNICEF Themesong (2008)
- Sang Surya – OST. Sang Pencerah (2010)
- Rasa Terindah (featuring Afgan & Pasha of Ungu) (2012)
- Bukan Cinta Biasa (featuring Bebi Romeo) (2013)
- Your Dreams Our Inspirations – Oriflame Themesong (2014)
- Pesona Indonesia & Wonderful Indonesia – Indonesia Tourism and Creative Economy Themesong (2015)
- Kebebasan – Yonder Music Indonesia Themesong (2016)
- Satu Indonesiaku (2017)
- Bright As The Sun – ASIAN GAMES 2018 Themesong (2017)
- Bulan Dikekang Malam OST. Ayat-Ayat Cinta 2 (2017)
- Hidup Itu Indah – Oriflame Themesong (2018)
- Pernah Memiliki (featuring D'Masiv) (2018)
- The Good Is Back (featuring Anggun) (2018)
- Cahaya Dalam Sunyi (2018)
- HARA "Equilibrium Earth" (2018)